# Diocesi di Nkongsamba
La diocesi di Nkongsamba (in latino Dioecesis Nkongsambensis) è una sede della Chiesa cattolica in Camerun suffraganea dell'arcidiocesi di Douala. Nel 2023 contava 178.000 battezzati su 803.000 abitanti. È retta dal vescovo Dieudonné Espoir Atangana.

## Territorio
La diocesi comprende il dipartimento di Moungo nella regione del Litorale e il comune di Santchou del dipartimento di Menoua nella regione dell'Ovest in Camerun.
Sede vescovile è la città di Nkongsamba, dove sorge la cattedrale dell'Immacolata Concezione.
Il territorio è suddiviso in 67 parrocchie.

## Storia
La prefettura apostolica di Adamaua fu eretta il 28 aprile 1914 con il decreto Quae rei sacrae della Congregazione di Propaganda Fide, ricavandone il territorio dai vicariati apostolici di Khartoum (oggi arcidiocesi) e del Camerun (oggi arcidiocesi di Yaoundé), e dalla prefettura apostolica dell'Oubangui Chari (oggi arcidiocesi di Bangui).
L'11 giugno 1923 si ampliò ricavandone il territorio dal vicariato apostolico del Camerun, e contestualmente cambiò il proprio nome in prefettura apostolica di Foumban. Il 12 giugno dello stesso anno cedette la parte britannica del suo territorio a vantaggio dell'erezione della prefettura apostolica di Buéa (oggi diocesi).
Il 3 febbraio 1932 si ampliò con porzioni di territorio cedute dal vicariato apostolico di Khartoum.
Il 28 maggio 1934 la prefettura apostolica fu elevata a vicariato apostolico con la bolla Quo apostolicae di papa Pio XI.
Cedette altre porzioni del suo territorio a vantaggio dell'erezione di nuove prefetture apostoliche:
- il 28 maggio 1940 a Berbérati (oggi diocesi);
- il 28 aprile 1942 a Niamey (oggi arcidiocesi);
- il 9 gennaio 1947 a Garoua (oggi arcidiocesi) e a Fort-Lamy (oggi arcidiocesi di N'Djamena).

Il 14 settembre 1955 per effetto della bolla Dum tantis di papa Pio XII il vicariato apostolico è stato elevato a diocesi e ha assunto il nome attuale. Originariamente era suffraganea dell'arcidiocesi di Yaoundé.
Il 5 febbraio 1970 ha ceduto un'ulteriore porzione del suo territorio a vantaggio dell'erezione della diocesi di Bafoussam.
Il 18 marzo 1982 è entrata a far parte della provincia ecclesiastica dell'arcidiocesi di Douala.
Il 26 maggio 2012 ha ceduto ancora una porzione del suo territorio a vantaggio dell'erezione della diocesi di Bafang.

## Cronotassi dei vescovi
Si omettono i periodi di sede vacante non superiori ai 2 anni o non storicamente accertati.
- Gerhard Lennartz, S.C.I. † (29 aprile 1914 - 30 dicembre 1919 dimesso)
- Joseph Donatien Plissonneau, S.C.I. † (7 febbraio 1920 - 1930 dimesso)
- Paul Bouque, S.C.I. † (28 ottobre 1930 - 16 giugno 1964 dimesso[3])
- Albert Ndongmo † (16 giugno 1964 - 29 gennaio 1973 dimesso)
  - Sede vacante (1973-1978)
- Thomas Nkuissi † (15 novembre 1978 - 21 novembre 1992 dimesso)
  - Sede vacante (1992-1995)
- Dieudonné Watio (1º aprile 1995 - 5 marzo 2011 nominato vescovo di Bafoussam)
- Dieudonné Espoir Atangana, dal 26 maggio 2012

## Statistiche
La diocesi nel 2023 su una popolazione di 803.000 persone contava 178.000 battezzati, corrispondenti al 22,2% del totale.
| anno | popolazione | popolazione | popolazione | presbiteri | presbiteri | presbiteri | presbiteri                | diaconi | religiosi | religiosi | parrocchie |
| anno | battezzati  | totale      | %           | numero     | secolari   | regolari   | battezzati per presbitero | diaconi | uomini    | donne     | parrocchie |
| ---- | ----------- | ----------- | ----------- | ---------- | ---------- | ---------- | ------------------------- | ------- | --------- | --------- | ---------- |
| 1970 | 104.882     | 508.000     | 20,6        | 45         | 21         | 24         | 2.330                     |         | 52        | 58        | 27         |
| 1980 | 182.292     | 365.000     | 49,9        | 42         | 24         | 18         | 4.340                     |         | 37        | 38        | 33         |
| 1990 | 270.650     | 663.500     | 40,8        | 52         | 43         | 9          | 5.204                     |         | 20        | 47        | 50         |
| 1999 | 315.000     | 896.115     | 35,2        | 68         | 60         | 8          | 4.632                     |         | 28        | 47        | 40         |
| 2000 | 315.000     | 896.115     | 35,2        | 74         | 65         | 9          | 4.256                     |         | 29        | 47        | 40         |
| 2001 | 316.632     | 897.908     | 35,3        | 76         | 65         | 11         | 4.166                     |         | 14        | 15        | 40         |
| 2002 | 319.170     | 908.867     | 35,1        | 78         | 65         | 13         | 4.091                     |         | 16        | 24        | 56         |
| 2003 | 310.817     | 994.833     | 31,2        | 79         | 69         | 10         | 3.934                     |         | 15        | 53        | 51         |
| 2004 | 319.549     | 667.268     | 47,9        | 75         | 66         | 9          | 4.260                     |         | 15        | 51        | 52         |
| 2011 | 365.000     | 768.000     | 47,5        | 95         | 84         | 11         | 3.842                     |         | 40        | 60        | 79         |
| 2012 | 324.022     | 960.000     | 33,8        | 105        | 95         | 10         | 3.086                     |         | ?         | 67        | 102        |
| 2012 | 192.547     | 707.716     | 27,2        | 74         | 64         | 10         | 2.602                     |         | ?         | 56        | 71         |
| 2013 | 255.192     | 680.873     | 37,5        | 70         | 59         | 11         | 3.645                     |         | 40        | 60        | 57         |
| 2016 | 153.436     | 689.000     | 22,3        | 71         | 61         | 10         | 2.161                     |         | 23        | 62        | 65         |
| 2019 | 162.000     | 730.000     | 22,2        | 78         | 64         | 14         | 2.076                     |         | 27        | 55        | 67         |
| 2021 | 170.150     | 767.400     | 22,2        | 78         | 64         | 14         | 2.181                     |         | 27        | 55        | 67         |
| 2023 | 178.000     | 803.000     | 22,2        | 81         | 65         | 16         | 2.197                     |         | 29        | 55        | 67         |